# Dorina Pieper
Dorina Pieper (ur. 25 czerwca 1970 w Lüdenscheid) – niemiecka biathlonistka reprezentująca też RFN, brązowa medalistka mistrzostw świata.

## Kariera
W Pucharze Świata zadebiutowała 25 lutego 1987 roku w Lahti, gdzie zajęła 40. miejsce w biegu indywidualnym. W zawodach tego cyklu dwa razy stanęła na podium: 3 lutego 1990 roku w Walchsee była trzecia w sprincie, a 15 marca 1990 roku w Kontiolahti zajęła trzecie miejsce w biegu indywidualnym. W pierwszych z tych zawodów wyprzedziły ją jedynie Jiřina Adamičková z Czechosłowacji i Anna Sonnerup z USA, a w drugich uległa Adamičkovej i Jelenie Biełowej z ZSRR. Najlepsze wyniki osiągnęła w sezonie 1987/1988, kiedy zajęła jedenaste miejsce w klasyfikacji generalnej. W 1987 roku wystąpiła na mistrzostwach świata w Lahti, gdzie zajęła 40. miejsce w biegu indywidualnym i 42. miejsce w sprincie. Największy sukces osiągnęła w 1989 roku, kiedy wspólnie z Ingą Kesper, Danielą Hörburger i Petrą Schaaf zdobyła brązowy medal w biegu drużynowym. Była też między innymi szesnasta w biegu indywidualnym na mistrzostwach świata w Mińsku/Oslo w 1990 roku. Zdobyła też złoty medal w sztafecie, srebrny w biegu drużynowym i brązowy w biegu indywidualnym podczas MŚJ w Voss. Nigdy nie wystartowała na igrzyskach olimpijskich.

## Osiągnięcia

### Mistrzostwa świata
| Rok  | Miejscowość | Konkurencje | Konkurencje | Konkurencje | Konkurencje | Konkurencje | Konkurencje | Konkurencje |
| Rok  | Miejscowość | IN          | SP          | PU          | MS          | RL          | MR          | SR          |
| ---- | ----------- | ----------- | ----------- | ----------- | ----------- | ----------- | ----------- | ----------- |
| 1987 | Lahti       | 40.         | 42.         | nd.         | nd.         | –           | nd.         | –           |
| 1988 | Chamonix    | 21.         | 21.         | nd.         | nd.         | 5.          | nd.         | –           |
| 1989 | Feistritz   | 19.         | –           | nd.         | nd.         | 4.          | nd.         | –           |
| 1990 | Mińsk/Oslo  | 16.         | –           | nd.         | nd.         | –           | nd.         | –           |

### Puchar Świata

#### Miejsca w klasyfikacji generalnej
| Sezon     | Miejsce |
| --------- | ------- |
| 1986/1987 | ?       |
| 1987/1988 | 11.     |
| 1988/1989 | 14.     |
| 1989/1990 | 15.     |
| 1990/1991 | 45.     |
| 1992/1993 | -       |

#### Miejsca na podium chronologicznie
| Lp. | Dzień    | Rok  | Miejscowość | Konkurencja                | Lokata | Pudła   | Czas biegu | Strata | Zwycięzca         |
| --- | -------- | ---- | ----------- | -------------------------- | ------ | ------- | ---------- | ------ | ----------------- |
| 1.  | 3 lutego | 1990 | Walchsee    | Sprint na 7,5 km           | 3.     | 0+1     | 25:07,6    | +41,4  | Jiřina Adamičková |
| 2.  | 15 marca | 1990 | Kontiolahti | Bieg indywidualny na 15 km | 3.     | 0+0+1+2 | 57:23,8    | +47,0  | Jiřina Adamičková |